# ویلیام گارگن
ویلیام گارگن (انگلیسی: William Gargan؛ ‏ ۱۷ ژوئیهٔ ۱۹۰۵ – ۱۷ فوریهٔ ۱۹۷۹) بازیگر اهل ایالات متحده آمریکا بود. از فیلم‌های او می‌توان به زنگ‌های کلیسای مریم مقدس اشاره نمود.